# Cyrnellus fraternus
Cyrnellus fraternus is een schietmot uit de familie Polycentropodidae. De soort komt voor in het Neotropisch en het Nearctisch gebied.